# مدرسه عالی قضاوت

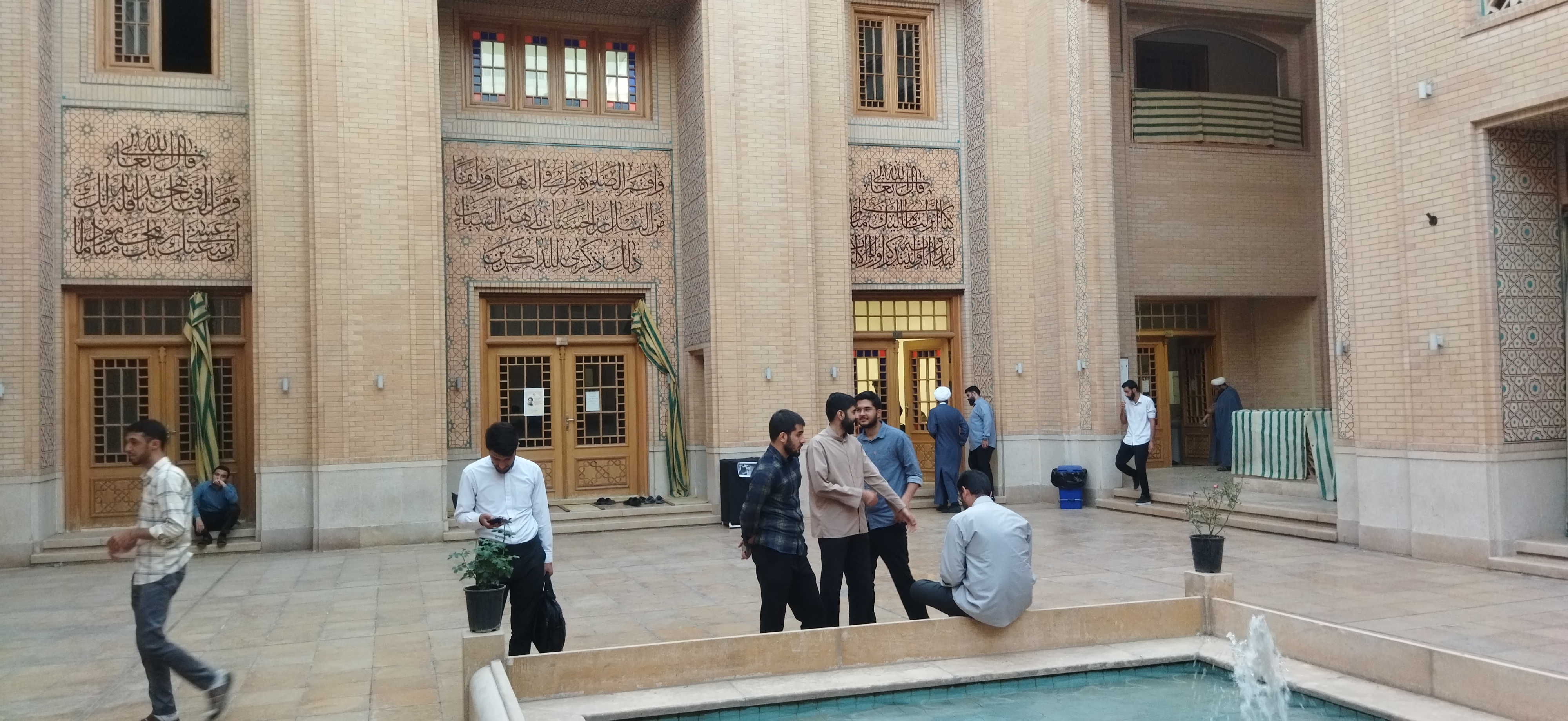

- مدرسه عالی قضاوت قم از تجمیع دو مرکز حقوق و قضای سابق (معروف به مرکز تحت اشراف آیت الله مقتدایی) و مرکز تحت حمایت قوه قضائیه (مشهوربه مرکز فقه القضا) تشکیل شده است. و این مرکز واقع در حوزه علمیه علویه می‌باشد.

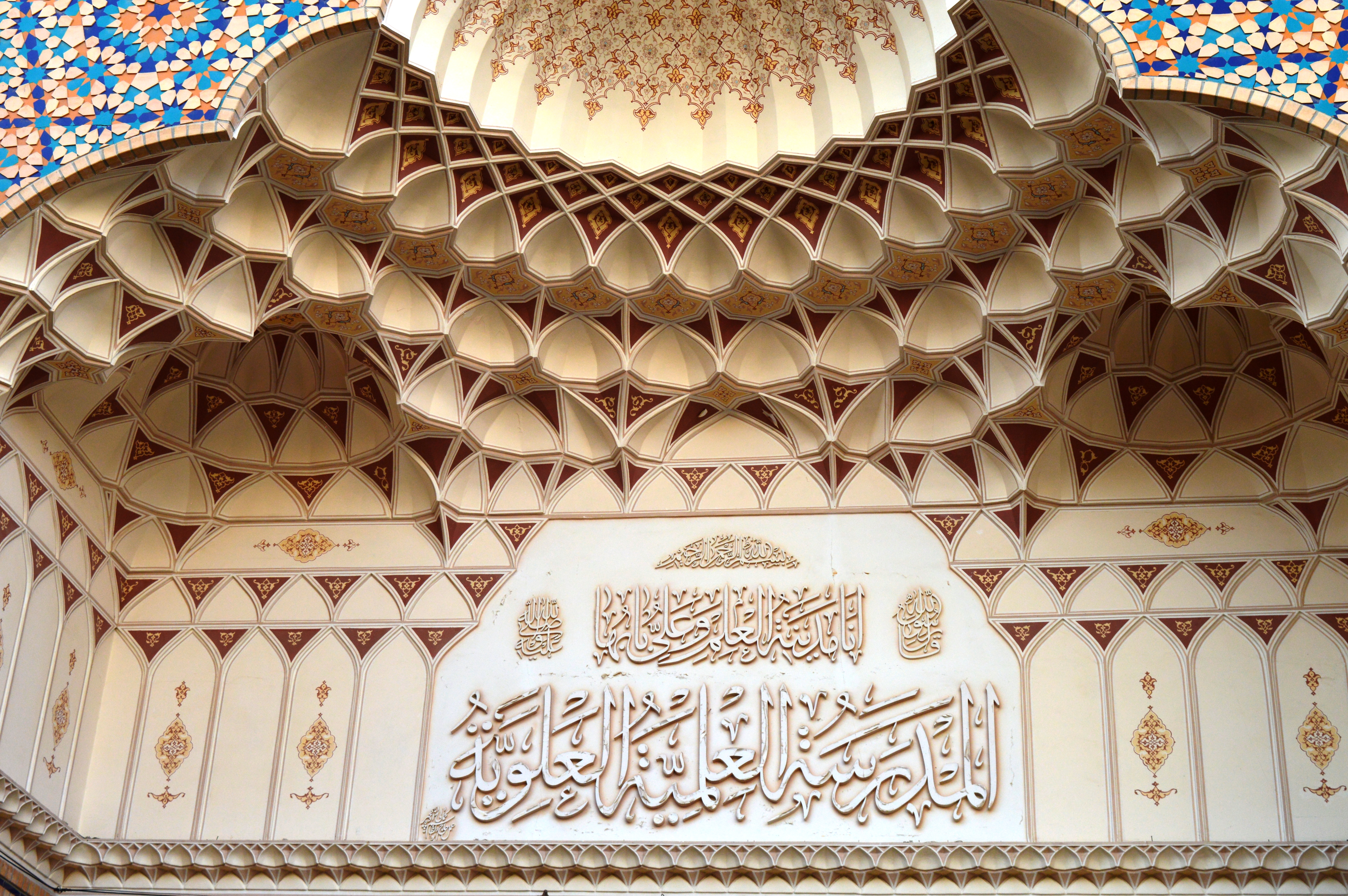

مدرسه عالی قضاوت قم زیر مجموعه مجتمع فقه و حقوق وقضای اسلامی می‌باشد.
مدیریت مدرسه عالی قضاوت قم با حکم علیرضا امینی بر عهده احمدرضا عابدی رئیس دیوان عدالت اداری کشور می‌باشد.
در این مدرسه مدرسانی مانند: احمد حاجی ده آبادی، عبدالمطلب احمدزاده احمدرضا عابدی، غلامرضا پیوندی، جواد حبیبی‌تبار، حجت اله فتحی در این مرکز تدریس دارند. همپنبن محسن برهانی روح‌الله اکرمی حسین اعظمی چهاربرج نیز در این مرکز تدریس داشته‌اند.
رسالت و مأموریت این مدرسه که با حمایت و پشتیبانی قوه قضائیه فعالیت می‌کند، تربیت قاضی و کمک به تأمین منابع انسانی مرتبط با حقوق و قضا است.

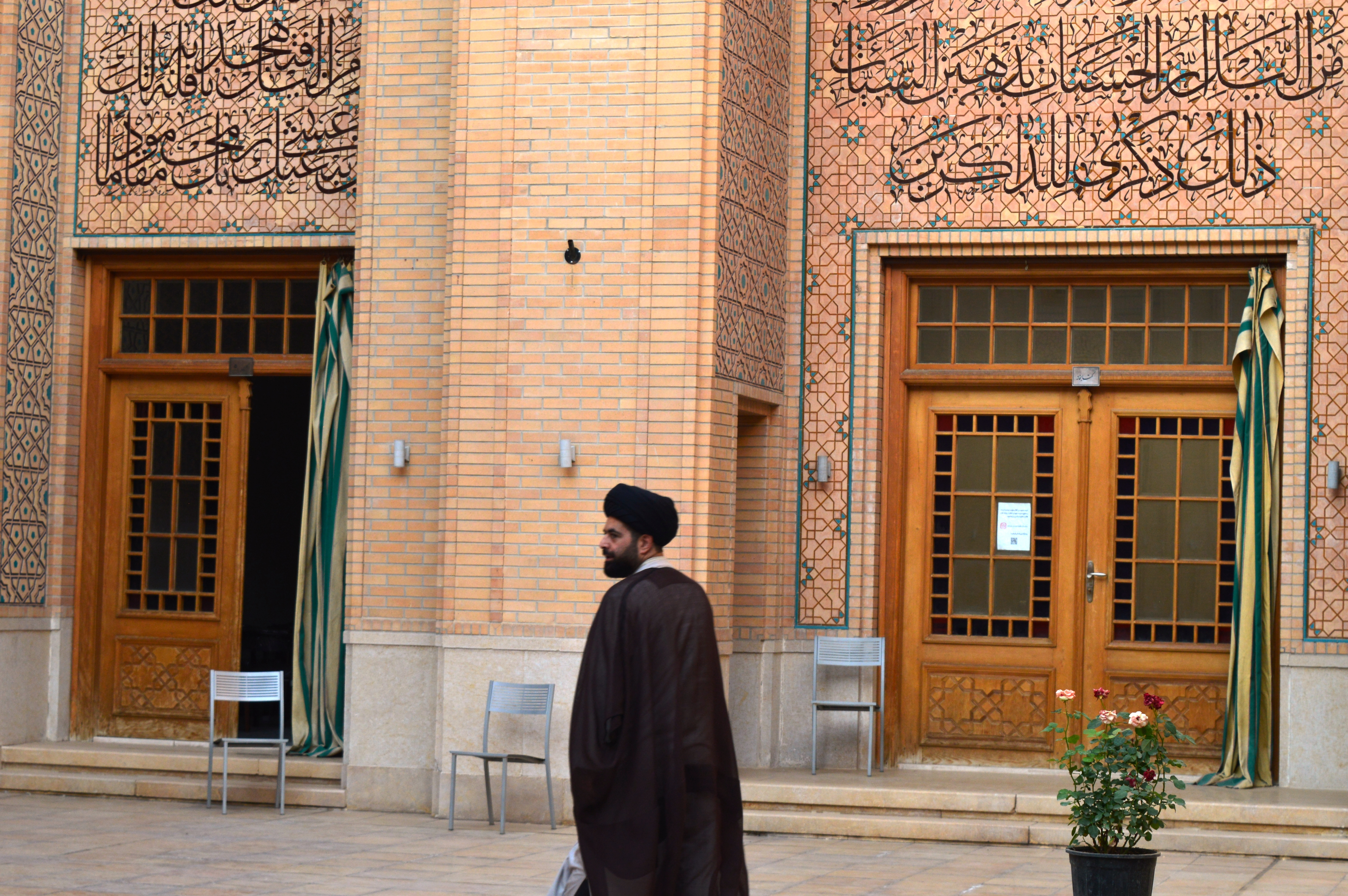

آموزش‌های مدرسه عالی قضاوت کاربردی و ناظر به تربیت نیروی انسانی برای تصدی امر قضاوت و شغل‌های مرتبط است. طلابی که علاقمند خدمت در امورقضایی هستند می‌توانند از طریق ورود به این مدرسه ادامه تحصیل داده و اهداف خود را پیگیری نمایند.
فارغ التحصیلان این مدرسه براساس تفاهم نامه مجتمع با قوه قضائیه در اولویت جذب نیروی انسانی برای تصدی منصب قضاوت قرار خواهند داشت.

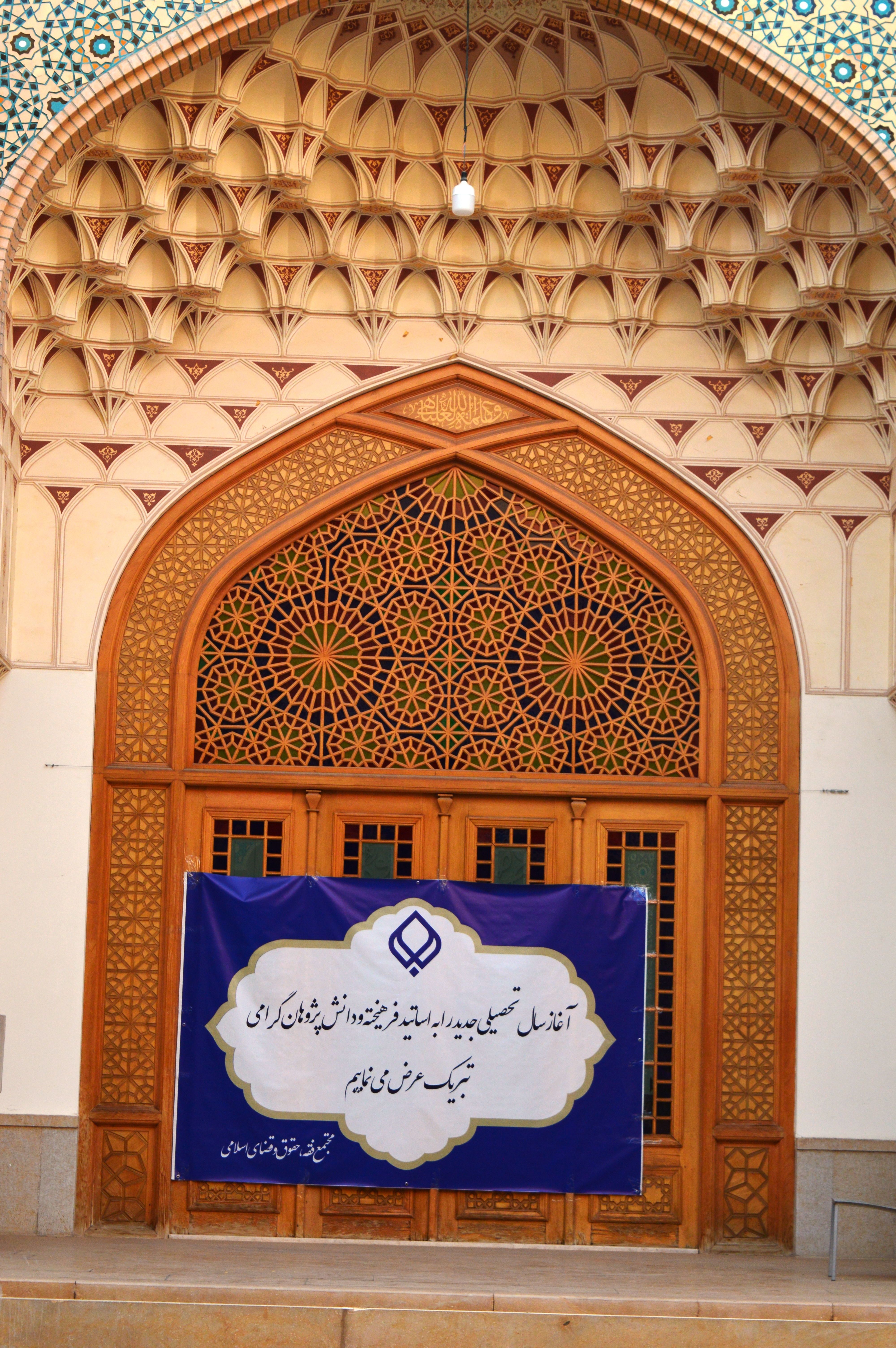

مدرسه عالی قضاوت در سال تحصیلی جدید در دو سطح دانش‌پژوه می‌پذیرد:

## سطح دو
1. رشته حقوق و قضای اسلامی

## سطح سه
1. رشته حقوق خصوصی
2. رشته حقوق جزا و جرم‌شناسی[۲]

1. ↑   https://www.mfeqh.ir/138/انتصاب-مدیر-مدرسه-عالی-قضاوت. پارامتر |عنوان= یا |title= ناموجود یا خالی (کمک)
2. ↑  https://www.mfeqh.ir/مدرسه-عالی-قضاوت. پارامتر |عنوان= یا |title= ناموجود یا خالی (کمک); پیوند خارجی در |وبگاه= وجود دارد (کمک); پارامتر |پیوند= ناموجود یا خالی (کمک)